# 豊田藤岡インターチェンジ
豊田藤岡インターチェンジ（とよたふじおかインターチェンジ）は、愛知県豊田市にある東海環状自動車道のインターチェンジ。
2025年4月15日現在東海環状道は当インターと美濃加茂IC以外が全てETC専用料金所となっている。非搭載車は出口インターがETC対応か事前に確認しておく必要がある。

## 歴史
- 2005年（平成17年）3月19日：豊田東JCT - 美濃関JCT間開通に伴い、供用開始。

## 周辺
アクセスの良さからトヨタ自動車と関係を持つ企業の工場や運送会社が大小問わず多く置かれている。またコンビニエンスストアに食品を納入するメーカーの工場も立地している。
- 愛知県緑化センター・昭和の森（ウェルグリーン愛知）
- 猿投神社・猿投山
- トヨタ紡織 藤岡工場・猿投工場
- 林テレンプ本社事業所
- つどいの丘(全トヨタ労働組合連合会研修施設）
- メグリア藤岡店

## 接続する道路
- 直接接続
  - 愛知県道13号豊田多治見線

- 間接接続
  - 国道419号
  - 猿投グリーンロード 猿投東IC（八草方面）・中山IC（力石方面）

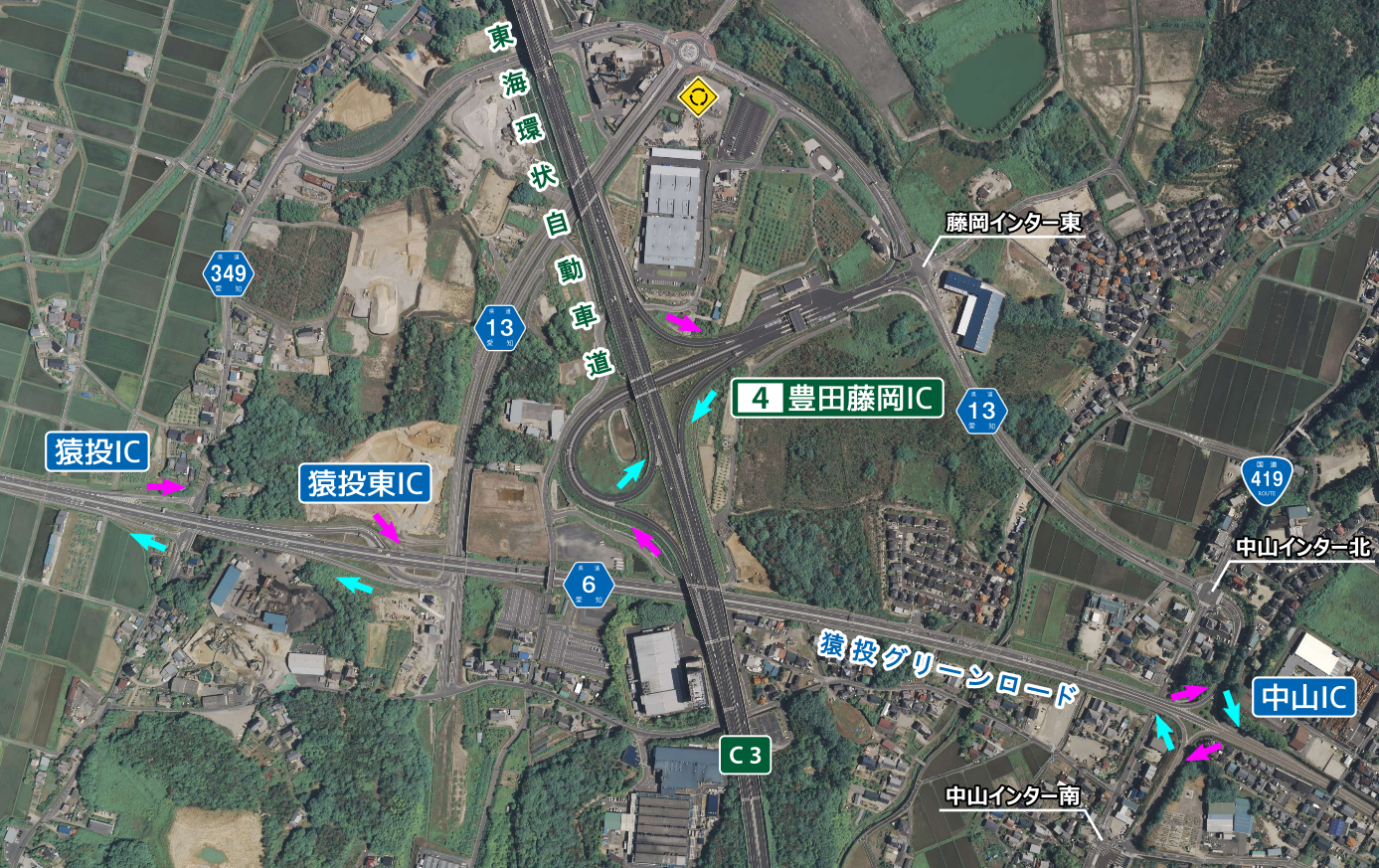
猿投グリーンロードとの接続ルート 帰属：国土交通省「国土画像情報（カラー空中写真）」配布元：国土地理院地図・空中写真閲覧サービス

## 料金所
- ブース数：4

### 入口
- ブース数：2
  - ETC専用：1
  - ETC/一般：1

### 出口
- ブース数：2
  - ETC専用：1
  - 一般：1

## 隣
C3 東海環状自動車道
(3)豊田勘八IC - (4)豊田藤岡IC - (5)せと赤津IC/せと赤津PA - (6)せと品野IC